# Комов, Олег Константинович

Памятник А.С. Пушкину и Н.Н. Гончаровой в Полотняном Заводе

Оле́г Константи́нович Ко́мов (16 июля 1932, Москва, РСФСР, СССР — 3 сентября 1994, Москва, Россия) — советский, российский скульптор, график. Народный художник СССР (1987). Лауреат Государственной премии СССР (1981).

## Биография
Олег Комов родился 16 июля 1932 года в Москве.
В 1948—1953 годах учился в Московском областном художественном педагогическом училище изобразительных искусств памяти восстания 1905 года у А. А. Древина, в 1953—1959 — в Московском художественном институте имени В. Сурикова у Н. В. Томского, у А. А. Древина, Д. П. Шварца.

Могила Комова О.

С 1957 года начал участвовать в выставках.
С 1987 года — профессор кафедры скульптуры в Московском государственном художественном институте им. В. Сурикова.
С 1977 года — член комитета по Ленинским и Государственным премиям СССР.
С 1959 года — член СХ СССР, с 1968 — член Правления СХ СССР.
С 1975 года — член-корреспондент АХ СССР, с 1988 — действительный член и член президиума АХ СССР.
Член КПСС с 1962 года.
Автор статей в сборниках «Советская скульптура», в журналах «Искусство» и других периодических изданиях.
Умер 3 сентября 1994 года в Москве. Похоронен на Кунцевском кладбище (уч. 10).

### Семья
- Дед — Илья Тимофеевич Комов, до революции — староста Храма Косьмы и Дамиана, жил большой семьёй в Столешниковом переулке[3].
- Отец— Константин Ильич Комов, строитель.
- Супруга — Нина Ивановна Комова (1938—2022), архитектор.
- Дети:
  - Илья Комов (р. 1965), художник. Его жена — Ольга Воробьёва (Мотовилова-Комова) (р. 1969), художник, внучка скульптора Г. И. Мотовилова.
  - Алексей Комов — архитектор.

Также в роду был писатель, драматург, график Алексей Матвеевич Громов (1888—1937)

## Награды и звания
- Заслуженный художник РСФСР (1970)
- Народный художник РСФСР (1976)
- Народный художник СССР (1987)
- Государственная премия СССР (1981) — за памятник А. Г. Венецианову в Вышнем Волочке
- Государственная премия РСФСР имени И. Е. Репина (1974) — за скульптурные работы, посвящённые А. С. Пушкину
- Орден Дружбы народов (1992) — за большие заслуги в развитии отечественной монументальной скульптуры и плодотворную педагогическую деятельность[4]
- Премия имени Дж. Неру (1988)
- Серебряная медаль АХ СССР (1967).

## Творчество
До 1970-х годов в основном работал в скульптуре малых форм.
Автор многих памятников в Москве и других русских городах известным деятелям русской культуры, ярким историческим личностям. Для его работ характерен лаконизм форм, камерность масштаба, соразмерность зрителю и корректность контексту исторической архитектурной среды. Фигуры его памятников обычно дополнены характерными историческими деталями или предметами.
Его творчество — яркая, индивидуальная страница отечественной скульптуры второй половины XX столетия.

## Работы

### Памятники
- 1972 — А. С. Пушкину в Долне (Молдавия). Архитектор Р. Курц.
- 1973 — Мемориал погибшим воинам в Новомосковске (совместно с Э. Ладыгиным). Архитекторы В. Климов, Н. Комова.
- 1973 — И. Е. Репину на Академической даче под Вышним Волочком. Архитектор Н. Комова.
- 1974 — А. С. Пушкину в Твери. Архитекторы Н. Комова, В. Фролов.
- 1975 — Королёву и Гагарину в Таганроге.
- 1976 — Борцам за Советскую власть на Дальнем Востоке (совместно с Н. Лавинским). Архитектор Н. Ковальчук.
- 1975 — М. Е. Салтыкову-Щедрину на Тверской площади в Твери. Архитектор Н. Ковальчук.
- 1979 — А. С. Пушкину в Большом Болдине[5] Архитектор Н. Комова.
- 1980 — А. Г. Венецианову в Вышнем Волочке. Архитектор Н. Комова.
- 1981 — М. Ю. Лермонтову в Лермонтове. Архитектор Н. Ковальчук.
- 1981 — А. С. Пушкину в Мадриде (Испания). Архитекторы Н. Комова, Э. Паласис.
- 1982 — А. В. Суворову — в Москве на Суворовской площади. Архитектор В. Нестеров.
- 1983 — К. Э. Циолковскому на улице К. Циолковского в Рязани. Архитектор Н. Комова.
- 1983 — А. С. Пушкину с няней во Пскове. Архитектор М. Константинов.
- 1984 — Матери в станице Тимашевской.
- 1984 — бюст академику А. Н. Несмеянову в Москве. Архитектор Н. Комова.
- 1984 — И. Е. Репину в Киеве.
- 1984 — Х. Асаду в Дамаске на площади перед главной библиотекой страны им. Х. Асада[6].
- 1985 — Андрею Рублёву — в Москве перед Андрониковым монастырем . Архитектор Н. Комова, В. Нестеров.
- 1985 — М. Ю. Лермонтову в Тарханах. Архитектор Н. Комова.
- 1986 — бюст А. С. Пушкину в Куопио (Финляндия)
- 1988 — Индире Ганди на одноимённой площади в Москве. Архитектор Н. Комова, В. Нестеров.
- 1989 — Кузьме Минину на площади Минина и Пожарского в Нижнем Новгороде. Архитекторы Е. Кутырёв, Н. Комова.
- 1989 — В. И. Ленину и Н. К. Крупской в Москве на пересечении Ленинского проспекта и улицы Крупской. Архитектор В. Нестеров.
- 1990 — П. И. Чайковскому в Воткинске. Архитектор Н. Комова.
- 1990 — Фёдору Коню — архитектору-строителю смоленской крепостной стены в Смоленске. Архитектор А. Анипко.
- 1991 — И. В. Курчатову в Обнинске.
- 1991 — С. Ремезову в Тобольске. Архитектор Н. Комова.
- 1991 — А. А. Блоку в Москве на Спиридоновке.
- 1992 — Ярославу Мудрому в Ярославле.
- 1993 — Миру в Эрлауфе (Австрия). Архитектор Н. Комова.
- 1994 — Адмиралу Е. Путятину в Фудзи (Япония). Архитектор Н. Комова.

#### Памятники, установленные после смерти О. К. Комова
- 1994 — Погибшим в Зимней войне в Суомуссалми (Финляндия). Архитектор Н. Комова.
- 1995 — Андрею Рублёву на Соборной площади во Владимире. Архитектор Н. Комова.
- 1997 — Петру I в Азове на Петровском бульваре. Архитектор Н. Комова, В. Тихонов.
- 1999 — С. В. Рахманинову в Москве (совместно с А. Ковальчуком). Архитектор Ю. Григорьев.
- 2000 — Дмитрию Донскому на Куликовом поле. Архитекторы Н. Комова, И. Нестеров.
- 2024 — Памятник А.С. Пушкину и Н.Н. Гончаровой в Полотняном Заводе. Архитекторы Н. Комова, А. Комов.[7]

Монумент Вечной славы в Новомосковске (1973)
Памятник М. Ю. Лермонтову в Тарханах (1985)
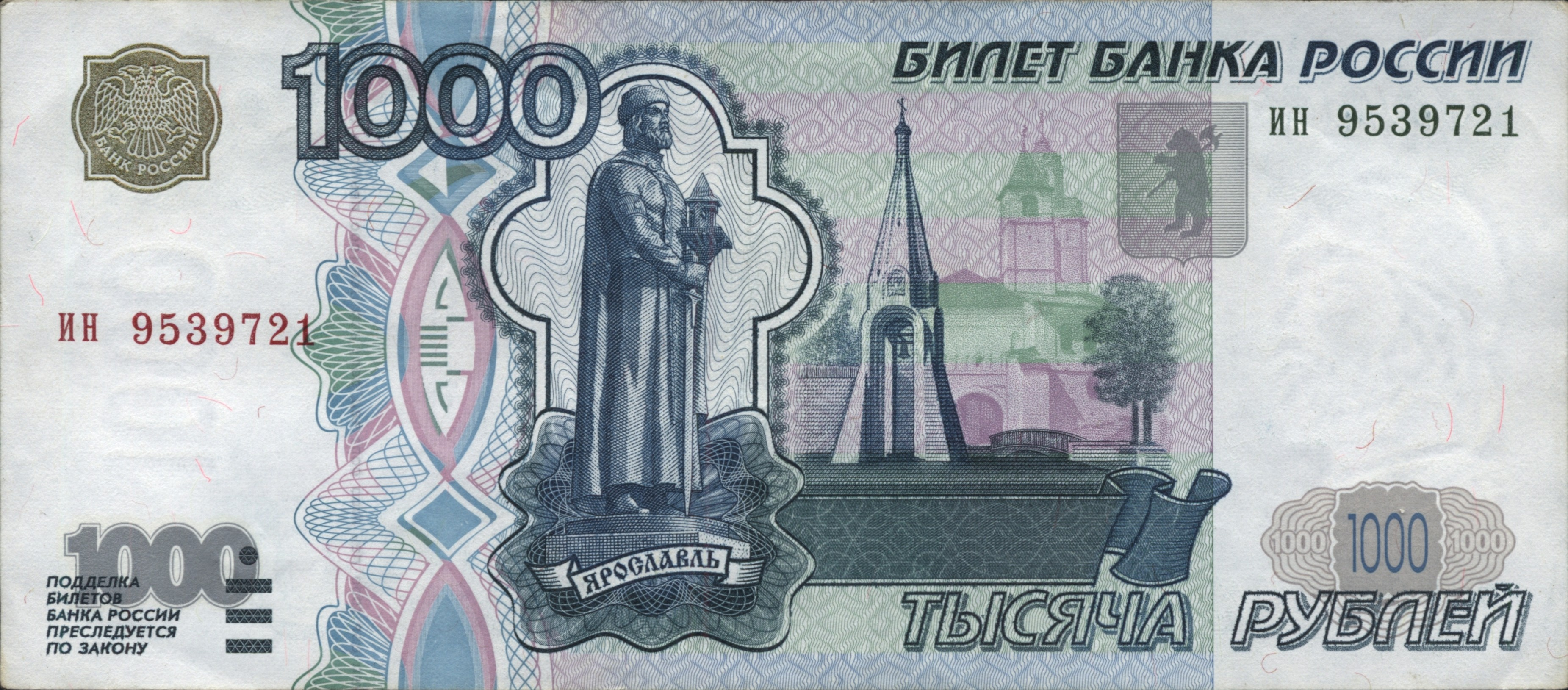
Изображение памятника Ярославу Мудрому (Ярославль) на банкноте.
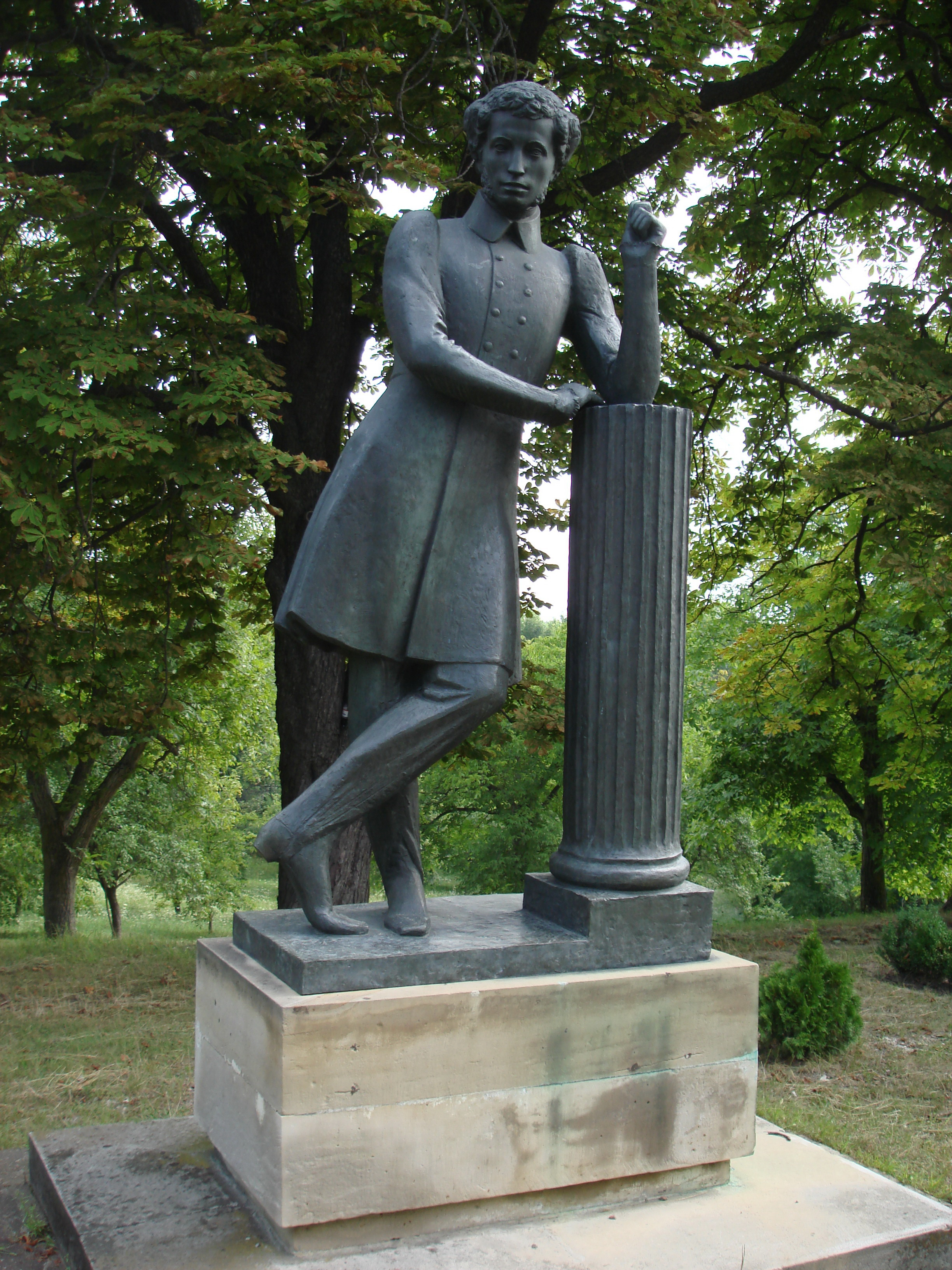
Памятник Пушкину в Долне. Молдавия.
Памятник в парке Музеон в Москве, 1985.

### Мемориальные доски
- 1976 Б. А. Бабочкину.
- 1985 М. А. Шолохову.

### Надгробия
Новодевичье кладбище:
- 1970 — академику А. А. Расплетину.
- Героям Советского Союза З. А. и А. А. Космодемьянским.
- Б. А. Бабочкину.
- Е. Б. Вахтангову.

### Другие произведения
- 1959 — Юность (дипломная работа).
- 1960 — Телефон.
- 1972 — Ломоносов.
- 1989 — Пушкин и музы.

## Выставки
- февраль, 2003 — Российская академия художеств[8]
- июнь, 2004 — «Пушкиниана Олега Комова» (Выставочный зал Государственного музея А. С. Пушкина)[9]
- март, 2013 — «ФОРМА — ПРОСТРАНСТВО — ЦВЕТ. Олег Комов (скульптура), Илья Комов (живопись), Алексей Комов (архитектура)». (Государственный музей А. С. Пушкина)[10]

## Произведения скульптора находятся в коллекциях
- Государственная Третьяковская галерея
- Смоленский музей[11]
- Тверская областная картинная галерея[12]
- Красноярский государственный художественный музей им. В. И. Сурикова
- Киевский национальный музей русского искусства.
- Омский областной музей изобразительных искусств имени М. А. Врубеля

## Интересные факты
- Из интервью сына скульптора Ильи Комова: «С 18 лет отец работал с антропологом Михаилом Михайловичем Герасимовым, ассистировал ему. И участвовал во всех знаменитых восстановлениях по черепам. Герасимов даже прочил отца в свои преемники. Отец держал в руках череп Ярослава Мудрого. Так что его памятник в Ярославле — это абсолютно документальное, портретное сходство»[13].
- В 2002 году в Мещанском суде столицы слушалось дело о нарушении авторских прав покойного О. К. Комова.

Супруга скульптора Нина Ивановна Комова купюру с изображением памятника древнему правителю увидела вскоре после выпуска банкноты. Потом долго сомневалась, стоит ли подавать в суд. Сначала женщина хотела уладить отношения с Банком России без официальной тяжбы и обратилась к руководству ЦБ с соответствующим письмом. В послании просила пояснить, почему художественное произведение, авторские права на которое по наследству принадлежат ей, было использовано без её согласия. Также Комова хотела получить материальную компенсацию за это нарушение. Однако ей ответили отказом, заявив, что графическое изображение монумента является независимым произведением искусства и вдова не может претендовать на какую-либо компенсацию. Юристы Союза художников России, к которым затем обратилась Комова, после изучения дела и консультаций с признанными экспертами, пришли к другому выводу. Тем не менее восстановить грубо нарушенные авторские права в добровольном порядке Центральный банк отказался.
Суд признал, что изображение на купюре — самостоятельное произведение.

## Фильмы
- Скульптор Олег Комов. «Центрнаучфильм».